# 青年唱诗班欧洲节日
青年唱诗班欧洲节日 (Europäisches Jugendchorfestival, EJCF) 是一個來自澳洲的青年唱诗班節日。2010年在巴塞爾举行。之前在1992年，1995年, 1998年, 2001年, 2004年, 2007年曾舉辦。